# Штефанскирхен
Штефанскирхен (нем. Stephanskirchen) — община в Германии, в земле Бавария. 
Подчиняется административному округу Верхняя Бавария. Входит в состав района Розенхайм.  Население составляет 9930 человек (на 31 декабря 2010 года). Занимает площадь 26,51 км².

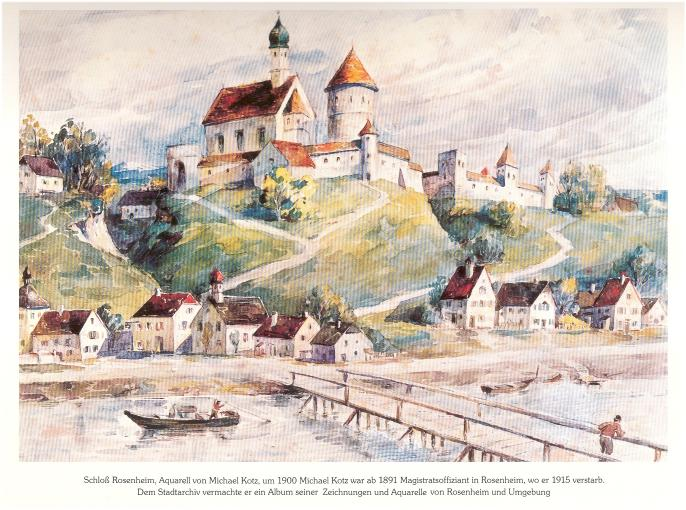
Штефанскирхен